# Santa Ana (Ecuador)
Santa Ana è una parrocchia urbana dell'Ecuador, capoluogo dell'omonimo cantone, nella provincia di Manabí.